# Dextranase
Dextranase (EC 3.2.1.11, dextrano hidrolase, endodextranase, dextranase DL2, DL2, endodextranase, alfa - D-1,6-glucan-6-glucanohidrolase, 1,6-alfa-D-glucano 6-glucanohidrolase) é uma enzima com nome sistemático 6-alfa-D-glucano 6-glucanohidrolase. Esta enzima catalisa a seguinte reação química:
Endoidrólise de ligações (1→6)-alfa-D-glicosídicas em dextrano